# Contratto di factoring
Il  contratto di factoring  è un particolare tipo di istituto giuridico utilizzato nel diritto commerciale.

## Descrizione generale
In base ad esso un imprenditore (denominato "cedente") si impegna a cedere verso corrispettivo i crediti presenti e futuri scaturiti dalla propria attività imprenditoriale ad un altro soggetto professionale (denominato factor) il quale, a fronte di compensi che possono essere rappresentati da commissioni e/o interessi, assume l'obbligo a sua volta a fornire una serie di servizi variamente combinati in relazione alle richieste e alle esigenze del cedente che vanno dalla contabilizzazione, alla gestione, alla riscossione di tutti o di parte dei crediti che quest'ultimo vanta in relazione alla propria attività, fino alla garanzia dell'eventuale inadempimento dei debitori, ovvero al finanziamento dell'imprenditore cedente attraverso il pagamento anticipato del corrispettivo dei crediti ceduti. La cessione dei crediti non rappresenta il fine ultimo dell'accordo, ma lo strumento attraverso cui si realizza l’operazione di factoring e facilita l'erogazione dei servizi da parte del factor. 
Non necessariamente la gestione dei crediti esternalizzata implica la cessione degli stessi; tuttavia, nella maggior parte dei casi l'operazione di factoring include anche la componente di finanziamento dell'impresa cliente, che si realizza tramite la concessione da parte del factor all'impresa cliente di una anticipazione sul corrispettivo pattuito per la cessione dei crediti.
La cessione può avvenire in due modi differenti:
- pro soluto: il factor si assume il rischio di insolvenza dei debitori, per i crediti ceduti, ed in caso di inadempimento di questi ultimi verserà al cliente cedente il corrispettivo pattuito. Il cliente è tenuto unicamente a garantire la veritas nominis, ossia l'esistenza del credito.In ogni caso, l’importo anticipato dal Factor risulta ovviamente al netto degli interessi e delle commissioni e spese concernenti l’operazione, nonché di uno scarto di garanzia.
- pro solvendo: resta in capo al cliente cedente il rischio dell'eventuale insolvenza dei debitori ceduti.

## Tipologie
- Full Factoring: tramite l'acquisto su base continuativa dei crediti commerciali dei clienti man mano che essi sorgono, il factor affianca l’impresa nella gestione e nel finanziamento del capitale circolante; questa tipologia include in genere tutte le componenti tipiche dell’operazione di factoring: la gestione dei crediti, la garanzia del mancato pagamento del credito da parte del debitore (pro soluto) e l’anticipazione del corrispettivo.
- Maturity Factoring: il pagamento dei crediti ceduti avviene ad una data prefissata o alla scadenza dei crediti stessi. È quindi in genere assente la componente finanziaria dell’operazione di factoring concordata con il cliente cedente, anche se non è raro che tale tipo di operazione sia seguita da operazioni di dilazione di pagamento concesse dal factor ai debitori ceduti;
- International Factoring: rivolto a clienti e debitori ceduti con sede in Paesi differenti, tipicamente a supporto di operazioni di import e export.
- Reverse Factoring: dove il processo viene avviato dal debitore (normalmente una grande azienda o la Pubblica Amministrazione) per permettere ai propri creditori (di norma piccole imprese) di ottenere tempi di pagamento rapidi. Nel reverse factoring la credibilità del richiedente e la convergenza di più pratiche su di un unico "factor" permette ai soggetti finanziati di beneficiare di tassi di interesse meno onerosi.

## Nel mondo

### Italia
L'istituto è regolato in Italia dalla legge 21 febbraio 1991, n. 52 non tipizzandolo, esso perciò continua ad essere considerato un contratto atipico, ma si è limitata a modificare/integrare la disciplina tradizionale della cessione dei crediti.
La norma del 1991 introduce l'efficacia della cessione verso terzi e una disciplina fallimentare speciale; introduce altresì la cessione di crediti futuri ed in massa all'interno di un arco temporale ben definito di 24 mesi e la garanzia del cedente della solvenza del debitore come regola ordinaria (salvo che il factor espressamente vi rinunci). Salvo patto contrario, questo tipo di cessione si considera pro solvendo.
I contratti stipulati dalle società di factoring sono assoggettati alla disciplina sulla trasparenza delle operazioni bancarie e finanziarie prevista dal Testo Unico Bancario (TUB), in quanto dette società sono comprese tra i soggetti che esercitano professionalmente attività di prestito e finanziamento.